# زیارکلا
زیارکلا، روستایی است از توابع شهرستان سیمرغ در استان مازندران ایران.

## جمعیت
این روستا در منطقه کیاکلا قرار داشته و براساس آخرین سرشماری مرکز آمار ایران که در سال ۱۳۸۵ صورت گرفته، جمعیت آن ۶۲۹نفر (۱۶۹خانوار) بوده‌است.
زیارکلا در بین روستاهای کیاکلا بزرگترین روستا از نظر اراضی قابل کشت محسوب می‌شود و محصولات قابل کشت این روستا برنج و در قدیم پنبه بوده‌است مردم این روستا علاوه بر کشت برنج باغ کیوی و مرکبات نیز دارند این روستا دارای ۲ آب بندان در شرق و غرب روستا است

با توجه به پروژه‌های عمرانی در انتهای روستا زمین ورزشی ۱۰۰۰۰ نفری در حال احداث است.